# 1272年
| 千纪： | 2千纪 |
| 世纪： | 12世纪 \| 13世纪 \| 14世纪                                                                                 |
| 年代： | 1240年代 \| 1250年代 \| 1260年代 \| 1270年代 \| 1280年代 \| 1290年代 \| 1300年代                           |
| 年份： | 1267年 \| 1268年 \| 1269年 \| 1270年 \| 1271年 \| 1272年 \| 1273年 \| 1274年 \| 1275年 \| 1276年 \| 1277年 |
| 纪年： | 壬申年（猴年）；元至元九年；南宋咸淳八年；越南紹隆十五年；日本文永九年                                     |

## 大事记
- 由于拜占廷皇帝米海爾八世食言，保加利亚出军安其亚鲁斯港与迈塞姆布里亚港但失败，从此放弃了这两个港口。
- 瓦西里·雅羅斯拉維奇從長侄勝利者德米特里奪得全羅斯大公之位。
- 3月28日——忽必烈將中都路改名為大都路，並建中書省署在此。
- 5月，愛德華一世與埃及馬木留克王朝蘇丹拜巴爾一世簽訂了一份有效期為10年10個月又10天的和平協議。
- 11月16日——愛德華一世繼位英格蘭國王，但直到1274年才返回故國加冕。
- 緬甸蒲甘王朝國王那臘底哈勃德派兵攻擊內附元朝的金齒部落，虜走頭目之父阿必。

## 出生
- 虞集

## 逝世
- 11月16日——亨利三世，英格蘭國王。（1207年出生，65岁）